# Martin Dudeck
Martin Dudeck (* 27. April 1961 in Hannover) ist ein deutscher Schauspieler.

## Ausbildung
Martin Dudeck absolvierte seine Schauspielerausbildung von 1979 bis 1982 am Hamburger Schauspiel-Studio Frese. Danach folgten mehrere Rollen in mehreren verschiedenen Fernsehproduktionen wie Aktenzeichen XY ... ungelöst, Um Himmels Willen, Die Rosenheim-Cops und Sturm der Liebe.

## Filmografie
- 1983: Rummelplatz Geschichten – Ruth und Martin
- 1996: Bruder Esel
- 1999: Alle meine Töchter
- 1999: Das Testament
- 1999: Man tut was man kann
- 2001: Bei aller Liebe
- 2001–2007: Aktenzeichen XY … ungelöst
- 2002: Die letzte Chance
- 2004: Labor Dr. Leistritz
- 2006: Harp-Beer – Werbespot
- 2007: Das magische Auge – Fernsehspielfilm – als Bruder Theseus
- 2008: Tankstelle Nockherberg – Singspiel – als Ronald Pofalla
- 2009: Um Himmels Willen – Fernsehserie – als Pfarrer Konrad
- 2010: Bayerisches Landesamt für Umwelt – Umweltmanagement: Weils um die Wurst geht – Imagefilm
- 2010: Südsee – Kurzspielfilm
- 2010: Adel Dich – Filmkomödie
- 2010: Marienhof – Fernsehserie – als Kommissar Friedrich Kohn
- 2011: ...jetzt auch als Zäpfchen
- 2011: Herzflimmern – Die Klinik am See – Fernsehserie – als Polizist Mayerhofer
- 2013: Die Reichen Leichen. Ein Starnbergkrimi – Fernsehspielfilm
- 2014: Rettet Raffi! – Kinospielfilm
- 2016: Die Rosenheim-Cops – Fernsehkrimiserie
- 2017: Der Alte – Fernsehkrimiserie
- 2017: Sturm der Liebe – Telenovela und Fernsehserie
- 2017: Nichts zu verlieren – Fernsehspielfilm
- 2017: Hubert und Staller – Fernsehserie

## Theater
- 2000: Altes Schauspielhaus Stuttgart, Die Räuber (Schiller), Karl Moor, R: Jutta Wachsmann
- 2002: Kreuzgangspiele Feuchtwangen, Des Teufels General (Zuckmayer), Oderbruch, R: Guido Huonder
- 2003: Burgfestspiel Bad Vilbel, Ausser Kontrolle (Cooney), Richard Willey, R: Silvia Richter
- 2004–2009: Metropoltheater, München, Das Ballhaus, diverse, R: Jochen Schölch
- 2006: Metropoltheater, München, Caligula (Camus), Mucius, R: Jochen Schölch
- 2007: Metropoltheater, München, bash-Stücke der letzten Tage (LaBute), Junger Mann, R: Mario Andersen
- 2007–2011, Metropoltheater, München, Frohes Fest (Neilson), Reverend Shandy, R: Jochen Schölch
- 2008: Theater 44 München, Das Mörderkarussell (Bobric/Clark), Paul, R: Thomas Peters
- 2009–2013: Metropoltheater, München, Tannöd (Schenkel), Alte Danner, Pfarrer Meissner, R: Jochen Schölch
- 2010: Orff in Andechs, Ein Sommernachtstraum (Shakespeare), Theseus, R: Marcus Everding
- 2011: Schlossfestspiele Ettlingen, Der Sturm (Shakespeare), Stephano, R: Manfred Langner
- 2011: a.gon Theater, München, Der Seefahrer (Mc Pherson), Ivan, R: Stefan Zimmermann
- 2012: a.gon Theater, München, König der Herzen (Beaton), Harry Holbrook, R: Johannes Pfeifer
- 2013: Festspiele Heppenheim, Ein Sommernachtstraum (Shakespeare), Zettel, R: Martin Böhnlein
- 2014: Blutenburg Theater, München, Giftiges Weekend (Watkyn), Andrew Bennett, R: Anatol Preissler
- 2014–2015: Metropoltheater, München, Benefiz (Lausund), Leo, R: Ercan Karacayli
- 2015: Festspiele Heppenheim, Auf und davon (Yeldan), Sir George, Mr.Yen, R: Martin Böhnlein
- 2015: Festspiele Heppenheim, Amphitryon (Kleist), Sosias, R: Pia Häängi
- 2015–2017: Metropoltheater, München, Die Lügen der Papageien (Marber), Der Schauspieler, R: Jochen Schölch
- 2016: Metropoltheater, München, Habe die Ehre (Amir), Der Vater, R: Miguel Abrantes Ostrowski
- 2016: Blutenburg Theater, München, Mitternachtsspitzen (Green), Max Paul, R: Konrad Adams
- 2016–2017: Blutenburg Theater, München, Sherlock Holmes jagt Jack the Ripper, Sherlock Holmes, R: Frank Piotraschke
- 2017–2018: Blutenburg Theater, München, Zeugin der Anklage (Agatha Christie), Carter, Richter Wainwright, R: Uwe Kosubek
- 2018: Blutenburg-Theater, München, Sherlock Holmes & Der Tod des Bayernkönigs, 16 Rollen, R: Anatol Preissler
- 2018: Blutenburg Theater, München, Immer wenn das Licht ausgeht (Freeman), Roland Norris, R: Anatol Preissler